# Il commissario Zagaria
Il commissario Zagaria è una miniserie televisiva italiana del 2011, diretta da Antonello Grimaldi.

## Cast
Il protagonista Lino Banfi interpreta di nuovo il personaggio Pasquale Zagaria (suo vero nome) già interpretato nel film Il brigadiere Pasquale Zagaria ama la mamma e la polizia del 1973, dove ricopre per la prima volta il ruolo di protagonista. Qui Banfi recita insieme alla figlia Rosanna, che interpreta sua nuora, e a Sandro Ghiani, che interpreta di nuovo De Simone, sottoposto di Banfi nel film Fracchia la belva umana.

## Distribuzione
La miniserie in due puntate venne trasmessa in prima visione su Canale 5 il 12 settembre e il 13 settembre 2011 in prima serata.
Nell'estate del 2018 e del 2022, la serie viene replicata in due prime serate da Mediaset Extra.

## Trama

### Prima puntata
Il ritrovamento di un corpo fa pensare subito al protagonista che ci sia dietro l'omicidio il notabile Rocco Matera, uomo molto conosciuto e di cui si dice abbia a che fare con affari loschi con la malavita, di cui tiene all'oscuro la figlia Nicoletta. Zagaria da sempre prova ad incastrarlo ma invano, e questa potrebbe essere la volta buona. Le cose si complicano quando scompare Sara, figlia di Pagano, uno degli uomini di Matera ma anche caro amico di Zagaria. Il timore è che la ragazza sia stata presa dai calabresi, contro cui Matera stava lottando per avere il controllo del Salento. Zagaria, quindi, si troverà in mezzo ad una storia molto più grossa di quanto pensasse. Il gruppo di lavoro del protagonista, oltre al vicequestore, è composto però anche da altri personaggi, simpatici ma anche bravi nel loro mestiere: Anna, giovane poliziotta che Zagaria tiene sotto controllo e mette alla prova tenendone a bada l'entusiasmo; il sovrintendente De Simone, fidato del commissario da trent'anni, con cui ha un rapporto di amore/odio ma che aiuta sempre, sia nel lavoro che nella vita quotidiana. Alla squadra si aggiunge Emma, sostituto procuratore e nuora di Zagaria. Anche la famiglia del commissario ha un ruolo importante, almeno nel definire il personaggio ed il rispetto che tutti hanno nei suoi confronti: il figlio, Enrico, è un insegnante di liceo con cui suo padre divide la casa, un uomo colto e capace di riprendere il padre e la moglie, troppo assenti per lavoro dalla famiglia, dove c'è anche Giulia, figlia di Enrico ed Emma.

### Seconda puntata
Il commissario Zagaria, il procuratore Sardella, il commissario Amato e la poliziotta Anna Lepore, accertano che il corpo restituito dal mare non appartiene a Sara Pagano ma a Veronica, amica di quest'ultima. E così Tony Pagano si mette alla ricerca della figlia per ritrovarla. Al contempo anche Zagaria apre delle indagini, non solo per salvare Sara ma anche per assicurare alla giustizia l'assassino di Veronica.

## Citazionismo
L'assistente De Simone è un chiaro riferimento a Fracchia la belva umana. In una scena, quando viene inquadrato l'appartamento di Zagaria, su un mobile si vedono dei quadretti: in uno di questo vi è una scena di Fracchia la belva umana (precisamente la scena in cui il commissario Auricchio, dopo aver tentato di comunicare con la centrale, cerca di strangolare l'assistente De Simone). Erroneamente viene fatto riferimento al fatto, in questa fiction, che i due si conoscessero già dai tempi in cui venne girato Fracchia la belva umana ma non è così, in quanto Lino Banfi interpreta due personaggi distinti e in più non vi è nemmeno un riferimento all'uccisione del killer "belva umana" e quella involontaria del povero Giandomenico Fracchia. Si potrebbe ipotizzare che il personaggio qui presente possa essere il fratello gemello del poliziotto del film anni ottanta, anche se non viene specificato. Inoltre non è la prima volta che Lino Banfi interpreta il personaggio di Pasquale Zagaria (ironicamente anche suo nome reale), avendo interpretato un personaggio omonimo nel film Il brigadiere Pasquale Zagaria ama la mamma e la polizia.